# Olympische Sommerspiele 1956/Schwimmen – 200 m Brust (Frauen)
Der Schwimmwettbewerb über 200 Meter Brust der Frauen bei den Olympischen Sommerspielen 1956 in der australischen Metropole Melbourne wurde am 29. und 30. November im Olympic Swimming Stadium ausgetragen.

## Teilnehmende Nationen
Insgesamt nahmen 14 Schwimmerinnen aus 10 Nationen an dem Wettbewerb über 200 m Brust teil.
| - Australien (1) - Belgien (1) - Dänemark (1) - Deutschland (2) | - Indonesien (1) - Italien (1) - Jugoslawien (1) | - Ungarn (3) - Vereinigte Staaten (1) - Vereinigtes Königreich (2) |

## Rekorde
Anmerkung: Aufgrund der Zeitvorteile beim Wenden stammte der Großteil der bisherigen Bestmarken von Wettkämpfen in einem 25-m-Becken. Auf dem im Rahmen der Olympischen Spiele 1956 durchgeführten FINA-Kongress wurde schließlich festgelegt, dass Rekorde ab 1. Mai 1957 ausschließlich auf der Langbahn (50 Meter bzw. 55 Yards) offizielle Anerkennung finden. Davor datierte (Langbahn-)Bestmarken – vorrangig im Melbourner Olympiabecken erzielt – wurden nachträglich als erster offizieller 50-m-Bahnweltrekord anerkannt, wenn diese bis zum besagten Stichtag nicht mehr auf der Kurzbahn unterboten wurden. 

### Bisherige Rekorde
| Weltrekord         | Ada den Haan     | Niederlande | 2:46,4 min | Naarden, Niederlande | 13. November 1956 |
| Olympischer Rekord | Éva Novák-Gerard | Ungarn      | 2:54,0 min | Helsinki, Finnland   | 26. Juli 1952     |

### Neue Rekorde
Während des Wettkampfs wurde folgender Rekord neu aufgestellt:
| Datum    | Rennen | Name         | Nation      | Zeit       | OR | WR |
| -------- | ------ | ------------ | ----------- | ---------- | -- | -- |
| 30. Nov. | Finale | Ursula Happe | Deutschland | 2:53,1 min | OR |    |

## Vorläufe
Am 29. November fanden zwei Vorläufe statt. Die acht schnellsten Schwimmerinnen beider Vorläufe (grün unterlegt) qualifizierten sich für das einen Tag später stattfindende Finale.

### Vorlauf 1
| Rang | Name             | Nation             | Zeit       |
| ---- | ---------------- | ------------------ | ---------- |
| 1    | Ursula Happe     | Deutschland        | 2:54,1 min |
| 2    | Klára Killermann | Ungarn             | 2:54,6 min |
| 3    | Elenor Gordon    | Großbritannien     | 2:55,4 min |
| 4    | Mary Sears       | Vereinigte Staaten | 2:58,2 min |
| 5    | Colette Goossens | Belgien            | 3:00,5 min |
| 6    | Elena Zennaro    | Italien            | 3:05,2 min |
| 7    | Ria Tobing       | Indonesien         | 3:14,2 min |

### Vorlauf 2
| Rang | Name                | Nation         | Zeit       |
| ---- | ------------------- | -------------- | ---------- |
| 1    | Éva Székely         | Ungarn         | 2:55,8 min |
| 2    | Vinka Jeričević     | Jugoslawien    | 2:56,0 min |
| 3    | Eva-Maria ten Elsen | Deutschland    | 2:57,5 min |
| 4    | Christine Gosden    | Großbritannien | 2:58,2 min |
| 5    | Jytte Hansen        | Dänemark       | 2:59,8 min |
| 6    | Éva Novák-Gerard    | Ungarn         | 3:02,7 min |
| 7    | Barbara Evans       | Australien     | 3:03,6 min |

## Finale
Das Finale fand am 30. November statt. Die Deutsche Ursula Happe stellte mit 2:53,1 min einen neuen olympischen Rekord über 200 m Brust für Frauen auf.
| Rang | Name                | Nation             | Zeit       |
| ---- | ------------------- | ------------------ | ---------- |
| 1    | Ursula Happe        | Deutschland        | 2:53,1 min |
| 2    | Éva Székely         | Ungarn             | 2:54,8 min |
| 3    | Eva-Maria ten Elsen | Deutschland        | 2:55,1 min |
| 4    | Vinka Jeričević     | Jugoslawien        | 2:55,8 min |
| 5    | Klára Killermann    | Ungarn             | 2:56,1 min |
| 6    | Elenor Gordon       | Großbritannien     | 2:56,1 min |
| 7    | Mary Sears          | Vereinigte Staaten | 2:57,2 min |
| 8    | Christine Gosden    | Großbritannien     | 2:59,2 min |